# Paralimnophila nigritarsis
Paralimnophila nigritarsis är en tvåvingeart som beskrevs av Alexander 1969. Paralimnophila nigritarsis ingår i släktet Paralimnophila och familjen småharkrankar. Inga underarter finns listade i Catalogue of Life.